# Miran Šuštar
Miran Šuštar, slovenski novinar, * 18. marec 1924, Ljubljana - umrl 2010.
Šuštar je na ljubljanski EF študiral ekonomijo. Od maja 1941 je sodeloval v NOB. Po končani vojni se je zaposlil na Radiu Ljubljana (do 1953), pri Ljubljanskem dnevniku (do 1956), Slovenskem poročevalcu  (do 1959) in Delu (1980). Njegovo področje je bila zunanja politika. V letih 1957−1960 je bil stalni dopisnik iz Rima in večkratni neposredni poročevalec iz takratnih najbolj kriznih področij (sueški vojni spopad 1956, prvi med slovenskimi dopisniki je poročal iz Angole in Mozambika). Objavil je okoli 1500 člankov. Njegovi zapiski o Vietnamu in Kitajski so poglobljene analize, ki se uvrščajo v vrh slovenske publicistike. Za življenjsko delo je 1982 prejel Tomšičevo nagrado.